# Шульгіно (Ленінградська область)
Шульгіно (рос. Шульгино) — присілок Бокситогорського району Ленінградської області Росії. Входить до складу Климовського сільського поселення.
Населення — 7 осіб (2012 рік). 